# Heraclia catori
Heraclia catori is een vlinder uit de familie uilen (Noctuidae). De wetenschappelijke naam van deze soort is voor het eerst geldig gepubliceerd in 1904 door Jordan.
De soort komt voor in tropisch Afrika.